# Сталь (Стальова Воля)
«Сталь Стальо́ва Во́ля» (пол. Stal Stalowa Wola) — професіональний польський футбольний клуб з міста Стальова Воля.

## Історія
У 1938 році групою будівельників, які будували металургійну гуту, був організований клуб, який отримав назву «„КС“ Стальова Воля». У 1939 році клуб припинив існування.
Під час Другої світової війни у вересні 1944 року клуб відновив діяльність. У 1947 році клуб змінює назву на «Метал Стальова Воля». У 1948 рішенням польських влад багато клубів розформовано і організовано галузеві клуби на зразок радянських команд. «Метал» був приписаний до металургійної промисловості і у 1949 році перейменований на «Сталь Стальова Воля». У 1987 році клуб дебютував у І лізі, але не втримався у ній. У 1991 році ситуація повторилася. Лише у 1993 році клуб втримався у лізі, але наступного сезону вилетів з неї. У 1992 році команда дійшла до 1/4 фіналу Кубку Польщі. Найвище досягнення у чемпіонаті Польщі — 13 місце у сезоні 1993/94.

### Назви
- 1938: КС Стальова Воля (пол. KS [Klub Sportowy] Stalowa Wola)
- 09.1944: ЗКС Стальова Воля (пол. ZKS [Związkowy Klub Sportowy] Stalowa Wola)
- 1947: ЗКСМ Метал Стальова Воля (пол. ZKSM [Związkowy Kub Sportowy Metalowców] Metal Stalowa Wola)
- 1949: ЗКС Сталь Стальова Воля (пол. ZKS [Związkowy Klub Sportowy] Stal Stalowa Wola)
- 1952: КС Сталь Стальова Воля (пол. KS [Koło Sportowe] Stal Stalowa Wola)
- 1957: МКС Сталь Стальова Воля (пол. MKS [Międzyzakładowy Klub Sportowy] Stal Stalowa Wola)
- 1958: ЗКС Сталь Стальова Воля (пол. ZKS [Zakładowy Klub Sportowy] Stal Stalowa Wola)

## Титули та досягнення
- Чемпіонат Польщі:
  - 13 місце (1): 1994
- Кубок Польщі:
  - 1/4 фіналу (1): 1992